# Czekan (instrument muzyczny)
Czekan albo czakan – czeski lub węgierski ludowy drewniany instrument dęty, odmiana fletu. Jest instrumentem o dowolnej długości, zwężającym się ku zaostrzonemu końcowi. Posiada 6 otworów i klapę. W grubszym końcu znajduje się otwór z dwiema dziurkami, w które wykonawca dmucha, trzymając instrument podobnie jak flet.